# Asianellus potanini
Asianellus potanini là một loài nhện trong họ Salticidae.
Loài này thuộc chi Asianellus. Asianellus potanini được Ehrenfried Schenkel-Haas miêu tả năm 1963.